# Léonce Burret
Pour les articles homonymes, voir Buret.
Léonce Burret, parfois écrit Léonce Burrett, né Jean Léonce Buret le 20 avril 1865 à Bordeaux et mort le 15 juin 1915 à Paris 14e, est un affichiste et illustrateur français.

## Parcours

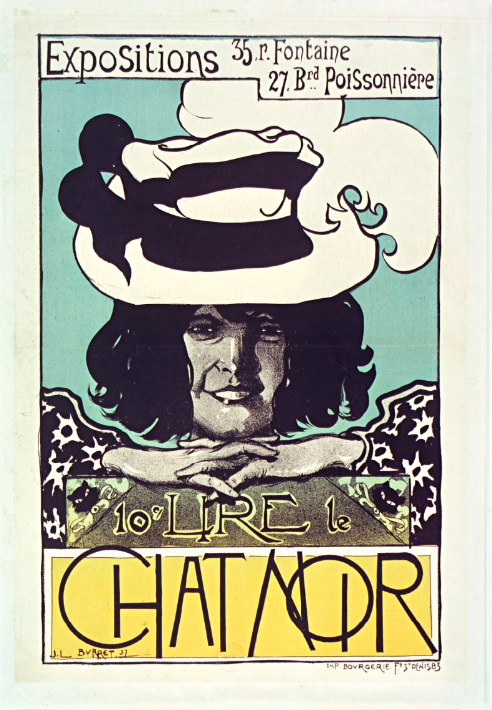
Lire le Chat noir, affiche lithographiée (1897), sur une exposition d'images tirées de la revue liée au cabaret.

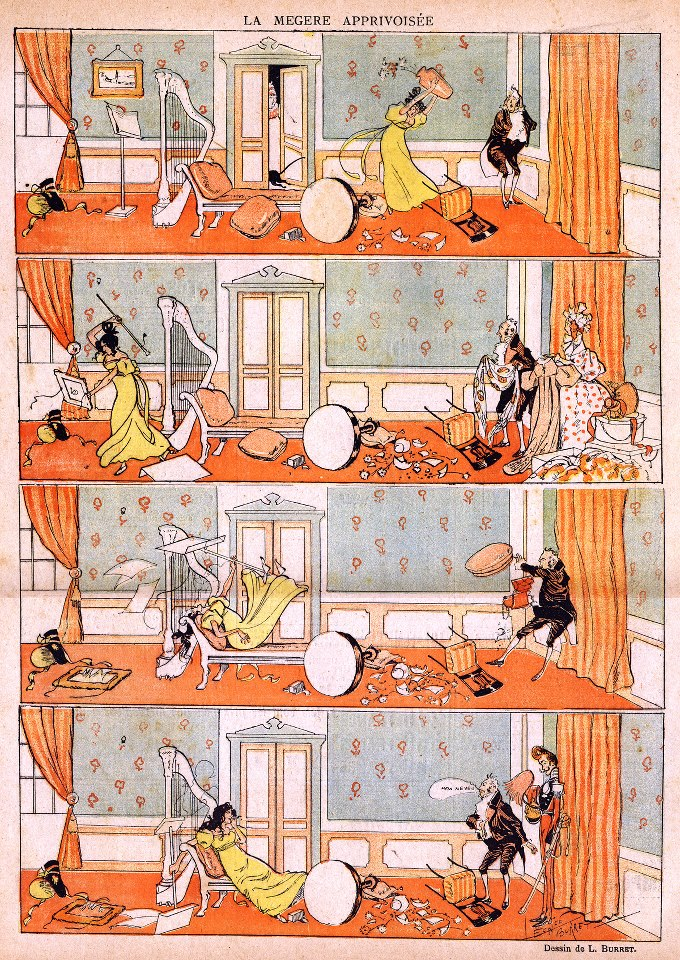
« La mégère apprivoisée », paru dans Le Rire (1898).

Né en avril 1865 à Bordeaux, Léonce Burret a collaboré à de nombreux journaux tels que Le Rire, Le Chat noir, Le Sourire, Fantasio, La Vie parisienne, L'Assiette au beurre, La vache enragée et La Semaine de Suzette.
Il a illustré des ouvrages destinés à la jeunesse et de nombreuses partitions.
On doit également à cet auteur précoce de bande dessinée, dès 1898, des histoires en plusieurs cases avec phylactères.
Il aussi participé à la Collection des cent.

## Œuvre

### Affiches lithographiées
- Julia Lovely[2], Paris, Impr. Paul Dupont, 1894.
- La Marque Georges Richard, 24 rue du 4 Septembre[3], Paris, Lithographie G. Bataille, 1894.
- Rosa et Jehan original, dans leurs excentricités[4], Paris,  Lithographie G. Bataille, 1895.
- 10 c. Lire le Chat Noir[5], Paris, Imprimerie Bourgerie & Cie, 1897.
- Expositions 35 r. Fontaine, 27 B[ouleva]rd Poissonnière . 10 c Lire le Chat Noir[6], Paris, Imprimerie Bourgerie & Cie, 1897.
- Imprimerie nationale. Musique / Dessins et Gravure / Affiches Artistiques[7], Bruxelles, A. Van Der Ghinste, 1898.
- Paul Delmet / Chansons galantes[8], affiche d'intérieur, Paris, Imprimerie Verneau, 1898.
- Étab[lissement] thermal d'Enghien les bains, ... Casino, théâtre, etc.[9], Paris, Imprimerie Bourgerie & Cie, s. d.
- Le Béranger, Paris, Imprimerie Bourgerie & Cie, s. d.

### Ouvrages illustrés
- Ernest Laroche, À travers le Vieux Bordeaux. Récits inédits, Légendes, Etudes de mœurs, Portraits, Types, Monuments, Reconstitution des Quartiers pittoresques, préface d'Aurélien Scholl, ill. avec Henri Goussé, Bordeaux, G. Gounouilhou, [1900].
- [partition] Paul Delmet, Chansons tendres, Paris, Enoch & Cie, 1900.
- Arthur Byl, Champignol malgré lui, Paris, Librairie Félix Juven, 1901.
- [partition] Théodore Botrel, Coup de clairon. Chants et poèmes héroïques, Paris, Honoré Pion, 1903.
- Émile Watin, Le Prince Coquelicot, mémoires d'une marionnette, Paris, Société d'édition et de publications, 1905.
- John Patrick Le Poër, À la Légion Etrangère. Journal d'un Irlandais, Paris, Société d'édition et de publications / Félix Juven, 1905.
- Walter Scott, Richard et Saladin, adaptation d'Ernest Jaubert, Paris, Félix Juven, 1908.
- Arthur Conan Doyle, Les exploits du colonel Gérard[10], Paris, Félix Juven, 1909.
- Abel Hermant, Le Premier Pas. Nouvelles illustrées, Paris, éd. de La Vie Parisienne, 1910.
- Alfred Capus, Années d'aventures, Paris, Pierre Lafitte, [1910].
- Blanche Cremnitz, La Petite Marquise. Histoire de quatre enfants au XVIIIe siècle, Paris, Boivin et Cie, 1911.
- Blanche Cremnitz, La Petite Impératrice, histoire d'une petite fille sous le Second Empire[11],  Société d'édition et de publication, 1911.
- Michel Epuy, Jacqueline Sylvestre, Paris, Charles Delagrave, [1912].
- Paul Hervieu, Théroigne de Méricourt et L'Énigme, pièces de théâtre, Paris, Arthème Fayard, 1912.
- Jérôme Doucet, Les fils de François 1er, Paris, Charles Delagrave, [1914].
- A. Hesse, Totor, Tutur, Tatave, Paris, Librairie Hachette, 1926.

- Yves Marie, L'Aventure de Lisette, Paris, Charles Delagrave, s. d.
- Gilbert Augustin-Thierry, La Savelli, Paris, Bibliothèque illustrée F. Juven, s. d.